# Falsoserixia longior
Falsoserixia longior là một loài bọ cánh cứng trong họ Cerambycidae.